# Омельченко Григорій Микитович
Григорій Микитович Омельченко (22 січня 1911, Лоцманська Кам'янка під Катеринославом — 28 лютого 2002, там же, нині у складі м. Дніпро) — український краєзнавець , останній лоцман дніпрових порогів, працівник освіти, громадський діяч, один із засновників Січеславської краєвої організації Народного руху України.

## Біографія
Народився в селі Лоцманська Кам'янка (нині район міста Дніпра) над Дніпром, біля Катеринослава у родині лоцманів. 
Дев'ятнадцятирічним він став отаманом плоту, а в 21 рік — помічником лоцмана. З 1929 року, після того, як його земельний наділ, що дістався від предків, відібрала радянська влада, пішов працювати у колгосп, а після закінчення вечірньої школи вступив на підготовчі курси до Інституту професійної освіти, згодом перейшов на соціально-економічний факультет Дніпропетровського університету. 1937 року закінчив Геолого-географічний факультет Харківського національного університету, працював учителем географії та астрономії в середніх школах і сільськогосподарському інституті м. Мелітополя, лектором обласного лекторію м. Запоріжжя.
Пройшов нацистсько-радянську війну від початку до кінця, був офіцером-артилеристом, отримав контузію, а після закінчення війни ще рік служив в окупаційних військах на території Австрії, Угорщини, Болгарії. Після повернення з армії Григорій Омельченко працював директором дитячого будинку.
Голод 1946 року, смерть тисяч людей, настільки вразили його, що Григорій Микитович написав про це листа до ЦК КПУ. Відповідь отримав дуже швидко — як «ворог народу» був засуджений по ст. 54-10 на 10 років. Пройшов табори у Сибіру, на Амгуні, Амурі та Сахаліні, дивом, а швидше завдяки мужності, фізичній витривалості залишився живим. 1954 року звільнений. Реабілітацію «за відсутністю складу злочину» отримав тільки у 1961 році. Проте його ще деякий час не допускали до школи.
Нарешті, йому вдалося знов повернутися до педагогічної праці, був учителем географії та астрономії, директором школи, але був звільнений за те, що учням сказав: «Мазепа ніколи не був зрадником України».
Найбільша його громадська активність припала на 1970-1990-ті роки, коли вже був на пенсії. З 1970 року у школах № 107 і № 135 він постійно проводив з учнями цікаві уроки рідної природи, мужності, народознавства. У товаристві «Просвіта» ім. Т. Г. Шевченка Григорій Омельченко мав посвідченням № 1, був також одним із засновників Січеславської краєвої організації Народного руху України (засновчі збори 1989 року відбулися на його садибі), членом Всеукраїнського товариства політв'язнів та репресованих, в якому його обрали заступником голови обласної організації.
З ініціативи Григорія Микитовича у 107-й школі та дитячому садочку № 270 Лоцманської Кам'янки з виховання й навчання дітей російською мовою перейшли на українську. У рідному селищі він 1994 року створив музей дніпровських лоцманів і майже до останніх днів свого життя проводив там лекції та екскурсії. Любив розповідати, як ще у юності бачив Дмитра Яворницького, коли той спілкувався з лоцманами.
Написав і видав книгу «Спогади лоцмана порогів Дніпрових», згодом у дещо зміненому вигляді вона була перевидана під назвою «Дніпрові лицарі». Також у місцевих газетах та львівському журналі «Дзвін» (1993, № 7-9) друкувалися окремі уривки зі спогадів. За свою роботу в справі відродження української духовності: видання спогадів про лоцманів, створення музею цієї професії 1999 року Григорій Омельченко удостоєний звання лауреата премії імені Дмитра Яворницького обласної організації Національної спілки письменників України. Вручення премії відбулося 21 січня 1999 року в стінах Національної гірничої академії в м. Дніпрі.
Помер на 92-му році життя 28 лютого 2002 року. Його поховали на старовинному лоцманському цвинтарі в колишньому селі Лоцманська Кам'янка.
В 2016 році одну з сусідніх вулиць на якій він жив перейменовано на честь Григорія Омельченка.

## ТВОРИ
- Омельченко Г. М. Побачення на порогах [з академіком Дм. Яворницьким]// "Зоря" (Дніпропетровськ). - 1989. - 7 січня (переднє слово Миколи Чабана).
- Омельченко Г. М. Спогади лоцмана порогів Дніпрових.- Дніпропетровськ: Січ, 1998.- 159 с.
- Омельченко Г. М. Дніпрові лицарі.- Дніпропетровськ: Поліграфіст, 2000.- 184 с.
- Омельченко Григорій. Мої спогади про Павла Антоновича [Козаря] // Козар Павло. Лоцмани Дніпрових порогів.Дніпропетровськ. Вступна стаття і упорядкування Миколи Чабана. - 1996. - С. 82-85.
- Омельченко Григорій. Побачення на порогах //Сучасники про Д. І. Яворницького. Видання друге, доповнене. Упорядник Микола Чабан. - С. 153-155.
- Омельченко Г. Степи України. Весняний степ нашого краю: Поетичні есе // Січеславщина: Краєзнавчий альманах. Вип. 4. Скарби придніпровського степу / За ред. Г. К. Швидько.- Дніпропетровськ: ДОУНБ, 2002.- С. 52-60.
- Омельченко Г. Крізь сталінські табори смерті / Підготував Микола Чабан // Прапор юності.- Дніпропетровськ. - 1989.- 10, 13, 15, 20, 22 червня; Також: Зона.- Київ. - 1998.- № 13.- С. 20-45.
- Л І Т Е Р А Т У Р А
- Чабан Микола (без підпису). Достойный правнук прадедов славных (До 85-річчя Гр. Омельченка) // "Днепровская панорама", Дніпропетровськ. - 1996. - 23 січня.
- Чабан Микола. І моліться Дніпрові удень і вночі // "Днепровская правда", 26 січня 1999.
- Чемерис Валентин. Останній лоцман // "Зоря", Дніпропетровськ, 1989.
- Швидько Г. К. Останній лоцман — лауреат літературної премії // Південна Україна XVIII–XIX століття: Записки науково-дослідної лабораторії історії Південної України Запорізького державного університету. Вип. 4 (5).- Запоріжжя: РА «Тандем-У», 1999.- С. 296–297.
- Поповський А. 90 років від дня народження Омельченка Григорія Микитовича (нар. 22.01.1911) // Моє Придніпров'я. Календар знаменних дат області на 2001 рік: Бібліогр. покажчик / Упоряд. І.Голуб.- Дніпропетровськ: ДОУНБ, 2000.- С. 79-81.
- Чечуро Вячеслав. Державі потрібні добрі лоцмани // "Наше місто", 23 серпня 2000.
- Чабан Микола. Знає праці і хлібові ціну (До 90-річчя ювіляра) // "Зоря", 2001. - 20 січня.
- Чабан Микола. Останній лоцман Дніпра // "Слово Просвіти". - 2002. - 18 січня.
- Чабан Микола. Душа відлетіла за пороги // Січеславщина: Краєзнавчий альманах. Вип.4. Скарби придніпровського степу / За ред. Г. К. Швидько.- Дніпропетровськ: ДОУНБ, 2002.- С. 61-62.